# Promenade Bernard-Lafay
La promenade Bernard-Lafay est un espace vert du 17e arrondissement de Paris, en France.

## Situation et accès
La promenade Bernard-Lafay s’étend sur environ 2 km, à l’ouest du 17e arrondissement de Paris. Elle relie plusieurs espaces verts séparés, situés à proximité du boulevard périphérique, entre la porte Maillot et la porte d’Asnières.
Du nord au sud, il s'agit des espaces suivants :
- jardin de l'Îlot-C3
- jardin André-Ulmann
- square du Caporal-Peugeot
- jardin Lily-Laskine
- square Auguste-Balagny
- square Jacques-Audiberti
- square Lucien-Fontanarosa
- square du Cardinal-Petit-de-Julleville
- square Marguerite-Long

Elle est desservie par la ligne   à la station Louise Michel.

## Origine du nom
Elle porte le nom de l'homme politique français Bernard Lafay (1903-1977), en tant que dernier président du conseil municipal de Paris (1975-1977) avant la réforme du statut de la Ville de Paris.

## Historique
La promenade est ouverte en 1990. 